# 克里斯蒂安·克拉夫特 (霍恩洛厄-英格爾芬根)
克里斯蒂安·克拉夫特（德語：Christian Kraft，1668年7月25日—1743年10月2日），霍恩洛厄-英格爾芬根伯爵，霍恩洛厄-朗根堡伯爵海因里希·腓特烈之子。

## 家庭
1701年，克里斯蒂安·克拉夫特與瑪麗亞·卡塔里娜·索菲亞（Maria Katharina Sophia）結婚，兩人共有4子2女：
1. 菲利普·海因里希（1702年—1781年）
2. 克里斯蒂安·路德維希（1704年—1758年）
3. 瑪格達列娜·多蘿西亞（1705年—1762年）
4. 弗蕾德里克·夏洛特（1707年—1782年）
5. 海因里希·奧古斯特（1715年—1796年）
6. 奧古斯特·威廉（1720年—1769年）